# 20 iulie
ianuarie • februarie • martie  • aprilie  • mai  • iunie  • iulie  • august  • septembrie  • octombrie  • noiembrie  • decembrie
20 iulie este a 201-a zi a calendarului gregorian și a 202-a zi în anii bisecți. Mai sunt 164 de zile până la sfârșitul anului.

## Evenimente

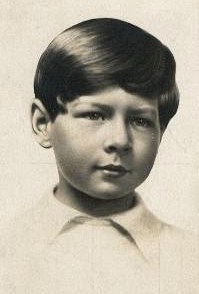
1927: Prințul Mihai, devine, la numai 5 ani, rege al României, în urma decesului bunicului său, Regele Ferdinand I.

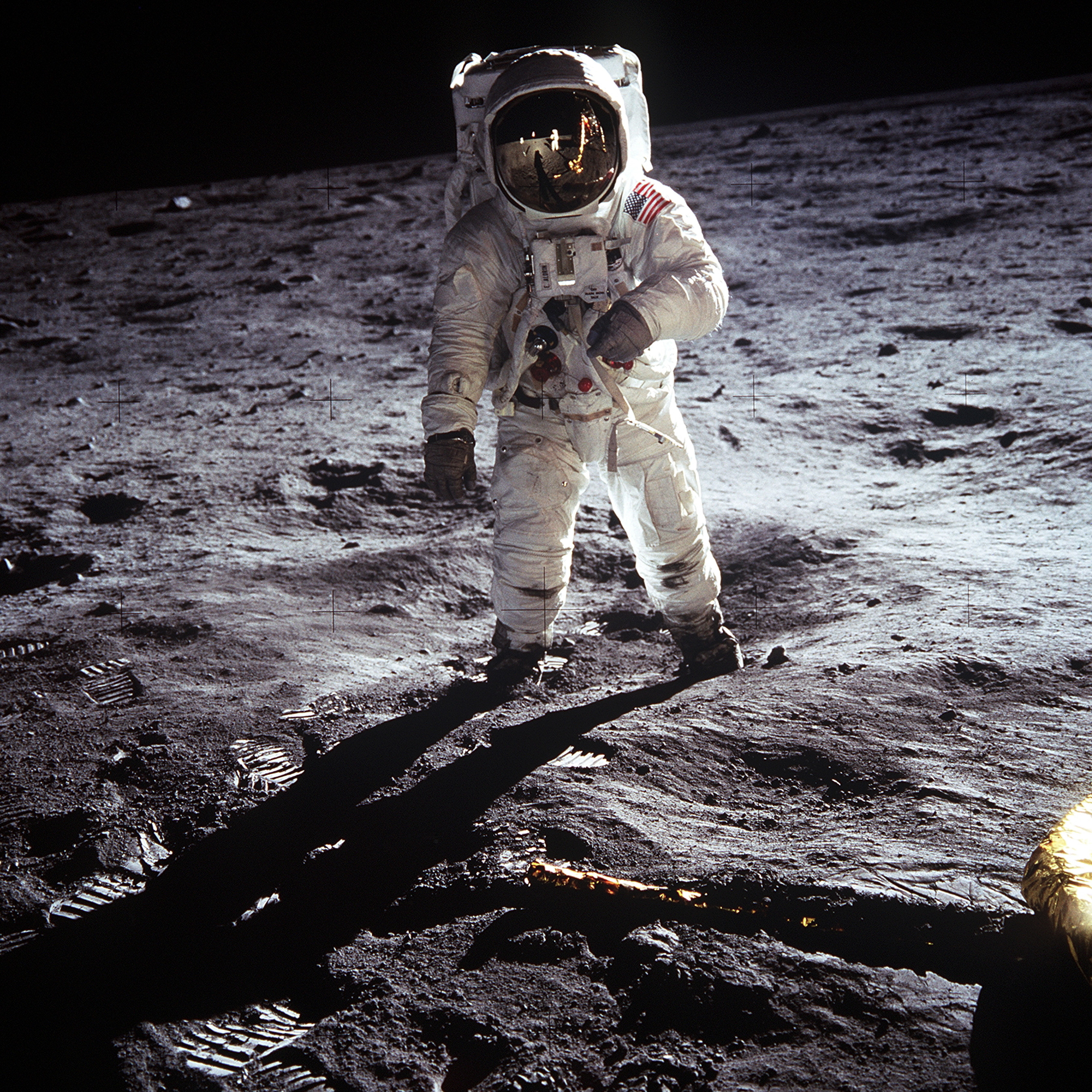
1969: Apollo 11 realizează cu succes prima aterizare cu echipaj uman pe Lună, în Marea Liniștii.

- 0802: Carol cel Mare primește cadou de la califul Harun al-Rashid, la Aachen, elefantul Abul Abbas, împreună cu alte daruri.[1]
- 1402: Bătălia de la Ankara - Timur, conducător al Imperiului Timurid, învinge forțele Imperiului Otoman ale sultanului Baiazid I.
- 1514: În urma înfrângerii răscoalei țărănești condusă de el, Gheorghe Doja a fost torturat și executat din ordinul lui Ioan Zapolya.
- 1552: După cucerirea Timișoarei, Banatul devine parte a Imperiului Otoman.
- 1810: Cetățenii din Bogotá, Columbia, declară independența față de Spania.
- 1848: Manifestație de protest pe câmpia de la Filaret („Câmpia Libertății") împotriva încălcării teritoriului țării de către armata otomană pe 19 iulie (20 iulie/1 august)
- 1885: A fost legalizat fotbalul profesionist în Marea Britanie.
- 1896: A apărut ziarul „Liga ortodoxă", sub conducerea lui Alexandru Macedonski.
- 1906: Finlanda este prima țară europeană care a introdus dreptul de vot al femeilor activ și pasiv.
- 1923: Mexicanul Pancho Villa se deplasează cu mașina personală, însoțit de garda de corp înarmată, spre Hidalgo del Parral; ucigași angajați de președintele mexican Alvaro Obregon îl atacă și îl ucid cu 47 de gloanțe.
- 1927: Prințul Mihai, devine, la numai 5 ani, rege al României, în urma decesului bunicului său, Regele Ferdinand I.
- 1940: Danemarca părăsește Liga Națiunilor.
- 1944: Adolf Hitler supraviețuiește atentatului din 20 iulie 1944, o încercare de asasinat condusă de colonelul Claus von Stauffenberg.
- 1944: La Bombay, India, autoritățile anunță o epidemie holerică care a ucis 34.000 de oameni în trei luni.
- 1951: Regele Abdullah I al Iordaniei este asasinat de un palestinian în timp ce participa la rugaciunile de vineri în Ierusalim.
- 1952: Ceremonia de deschidere a celei de-a XV-a ediție a Jocurilor Olimpice la Helsinki, Finlanda.
- 1969: Programul Apollo: Apollo 11 realizează cu succes prima aterizare cu echipaj uman pe Lună, în Marea Liniștii. Americanii Neil Armstrong și Buzz Aldrin devin primii oameni care vor merge pe Lună, aproape 7 ore mai târziu.
- 1974: Ocupația turcească a Ciprului: forțe din Turcia invadează Cipru, după o lovitură de stat organizată de dictatorul Greciei, împotriva președintelui Makarios.
- 1976: Nava spațială americană Viking 1 a atins suprafața planetei Marte.
- 1992: Václav Havel demisionează din funcția de președinte al Cehoslovaciei.
- 2021: Omul de afaceri american Jeff Bezos zboară în spațiu la bordul lui New Shepard NS-16 operat de compania sa privată de zboruri spațiale Blue Origin.[2]

## Nașteri
- 0356 î.Hr.: Alexandru cel Mare, rege macedonean (d.323 î.Hr.)
- 1304: Francesco Petrarca, poet italian (d. 1374)
- 1760: Marguerite Émilie Chalgrin, pictoriță franceză (d. 1794)
- 1821:  Alexandru Zane, pașoptist (d. 1880)
- 1847: Max Liebermann, pictor german (d. 1935)
- 1862: Paul Bujor, zoolog român (d. 1952)
- 1864: Erik Axel Karlfeldt, scriitor suedez, laureat al Premiului Nobel (d. 1931)

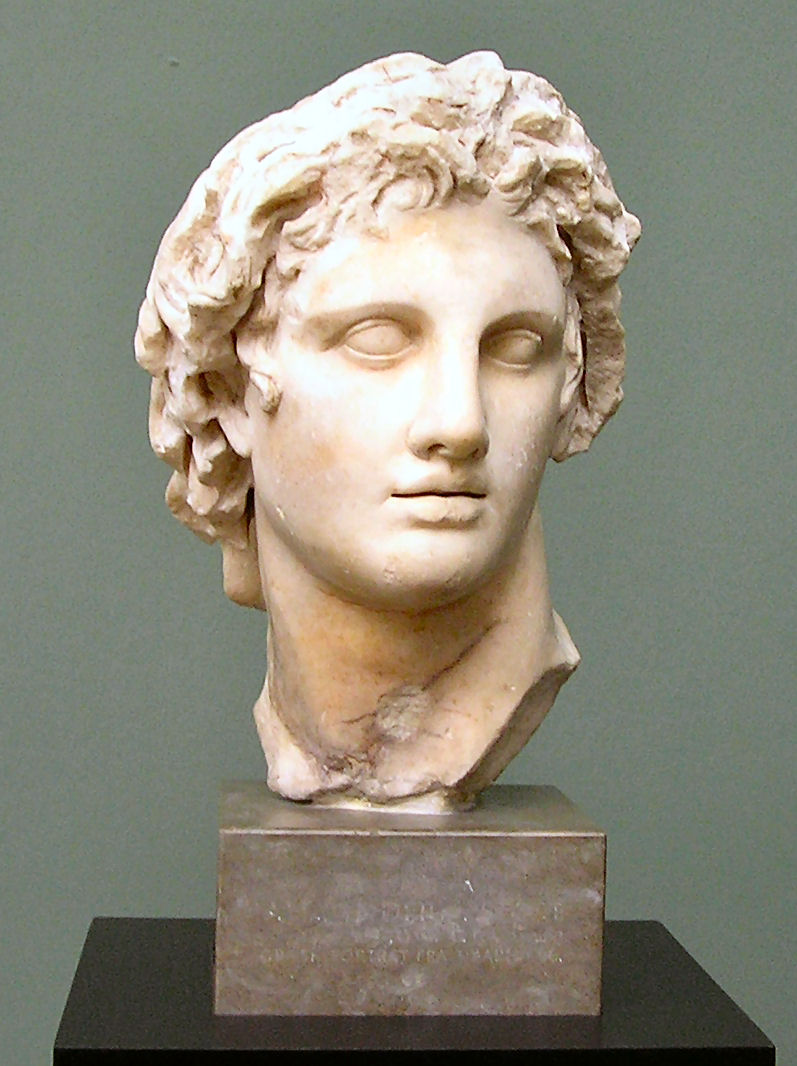
Alexandru cel Mare, rege macedonean
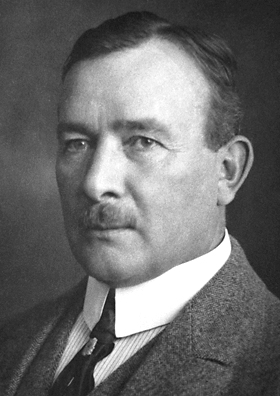
Erik Axel Karlfeldt, scriitor suedez, laureat Nobel
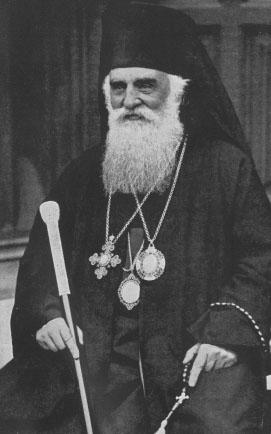
Miron Cristea, patriarh, prim-ministru al României

- 1868: Miron Cristea, primul patriarh al BOR (d. 1939)
- 1902: Sabba S. Ștefănescu, geofizician român (d. 1994)
- 1906: Călin Alupi, pictor și profesor de pictură român (d. 1988)
- 1912: George Johnston, scriitor australian (d. 1970)
- 1919: Edmund Hillary, alpinist neo-zeelandez, primul care a escaladat Everestul (d. 2008)
- 1925: Jacques Delors, politician francez (d. 2023)
- 1927: Matilda Caragiu Marioțeanu, lingvist român, membru corespondent al Academiei Române (d. 2009)
- 1928: Pavel Kohout, scriitor ceh
- 1933: Ciprian Foiaș, matematician american de origine română (d. 2020)
- 1933: Cormac McCarthy, autor de romane american (d. 2023)

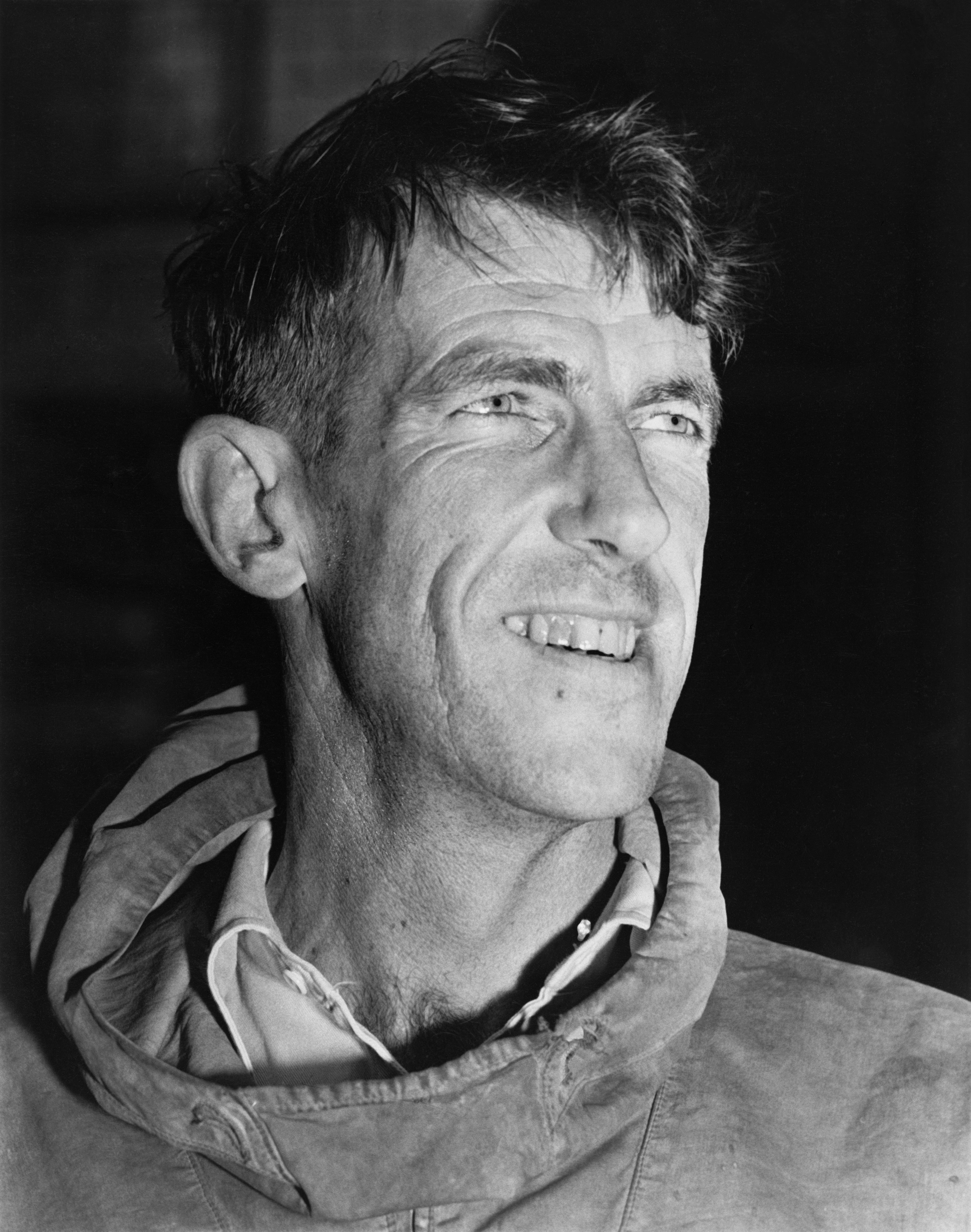
Edmund Hillary, alpinist neo-zeelandez
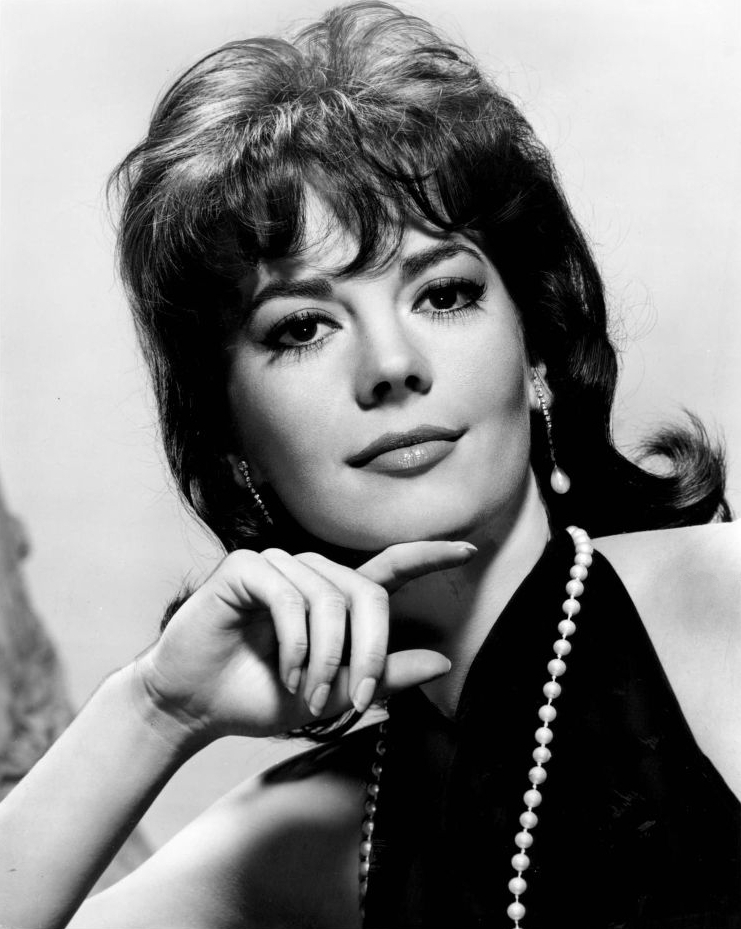
Natalie Wood, actriță americană
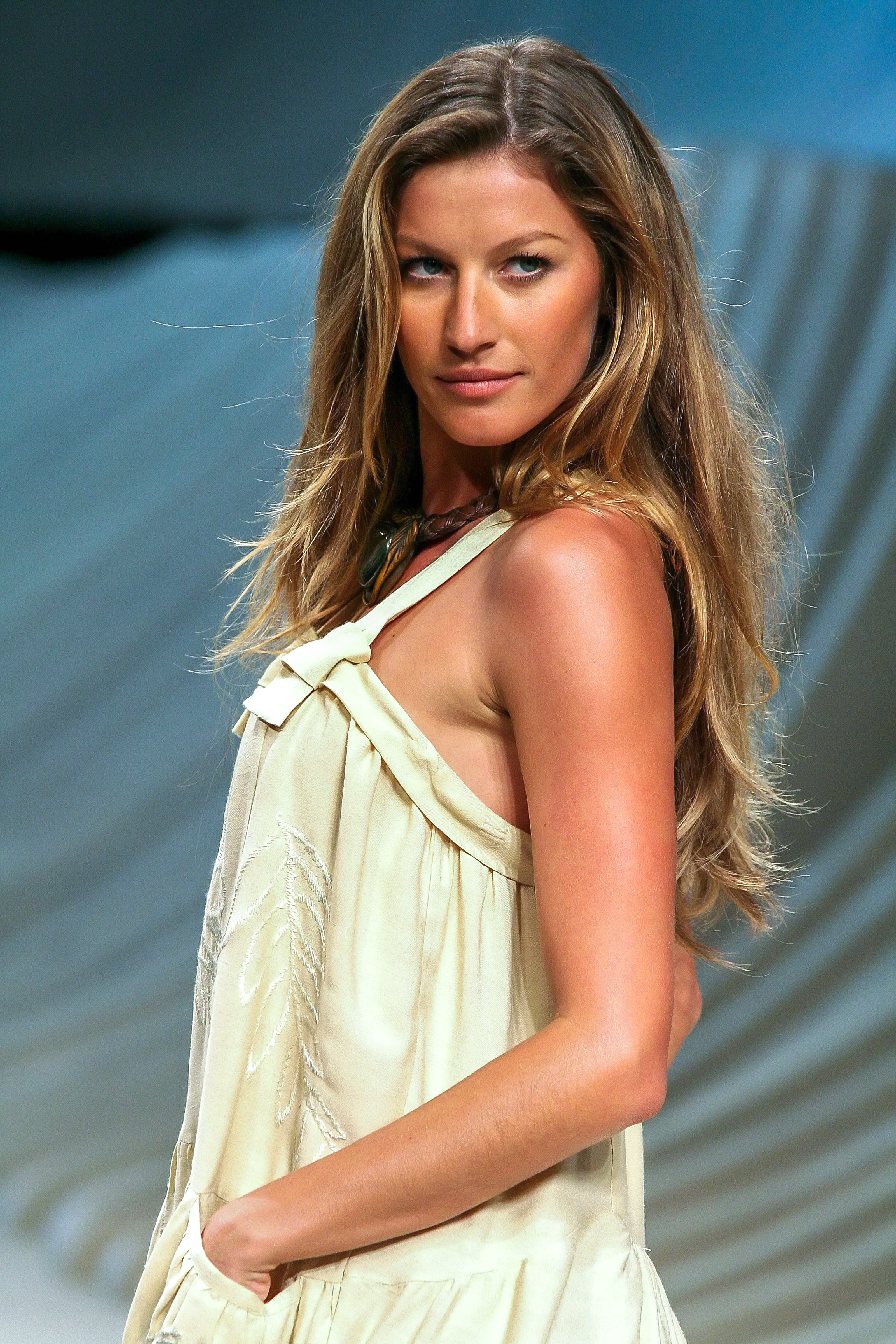
Gisele Bündchen, fotomodel germano-brazilian

- 1934: Uwe Johnson, scriitor german (d. 1984)
- 1937: Ilie Datcu, fotbalist român
- 1938: Diana Rigg, actriță engleză (d. 2020)
- 1938: Natalie Wood, actriță americană (d. 1981)
- 1940: Dan Voiculescu, compozitor român (d. 2009)
- 1942: Ilie Șerbănescu, economist român (d. 2024)
- 1943: Linda Crockett, scriitoare americană
- 1943: Adrian Păunescu, poet, prozator, jurnalist și politician român, membru de onoare al Academiei de Științe a Republicii Moldova (2010), (d. 2010)
- 1947: Carlos Santana, muzician american de origine mexicană
- 1947: Gerd Binnig, fizician german, laureat al Premiului Nobel
- 1953: Dave Evans, cântăreț australian (AC/DC și Rabbit)
- 1973: Haakon, Prințul Moștenitor al Norvegiei
- 1977: Cristian Ghinea, politician, politolog și publicist roman
- 1980: Gisele Bündchen, fotomodel, actriță braziliancă de origine germană
- 1992: Cristi-Ilie Pîrghie, canotor român
- 1994: Andrea Vendrame, ciclist italian
- 2005: Alisia Boiciuc, handbalistă română

## Decese
- 0985: Antipapa Bonifaciu al VII-lea
- 1031: Regele Robert al II-lea al Franței (n. 972)
- 1454: Ioan al II-lea al Castiliei (n. 1405)
- 1514: Gheorghe Doja, conducătorul războiului țărănesc de la 1514, din Transilvania (ucis)
- 1524: Claude a Franței, soția lui Francisc I al Franței (n. 1499)
- 1816: Gavrila Derjavin, poet rus (n. 1743)

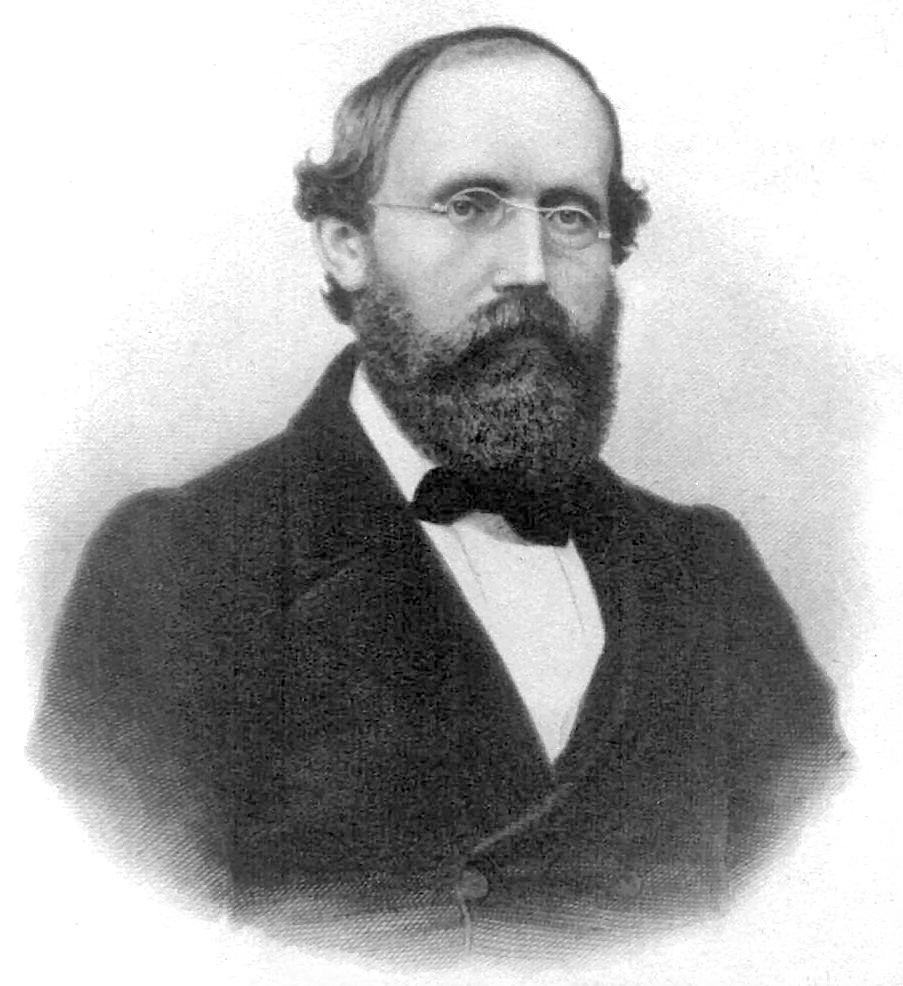
Bernhard Riemann, matematician german
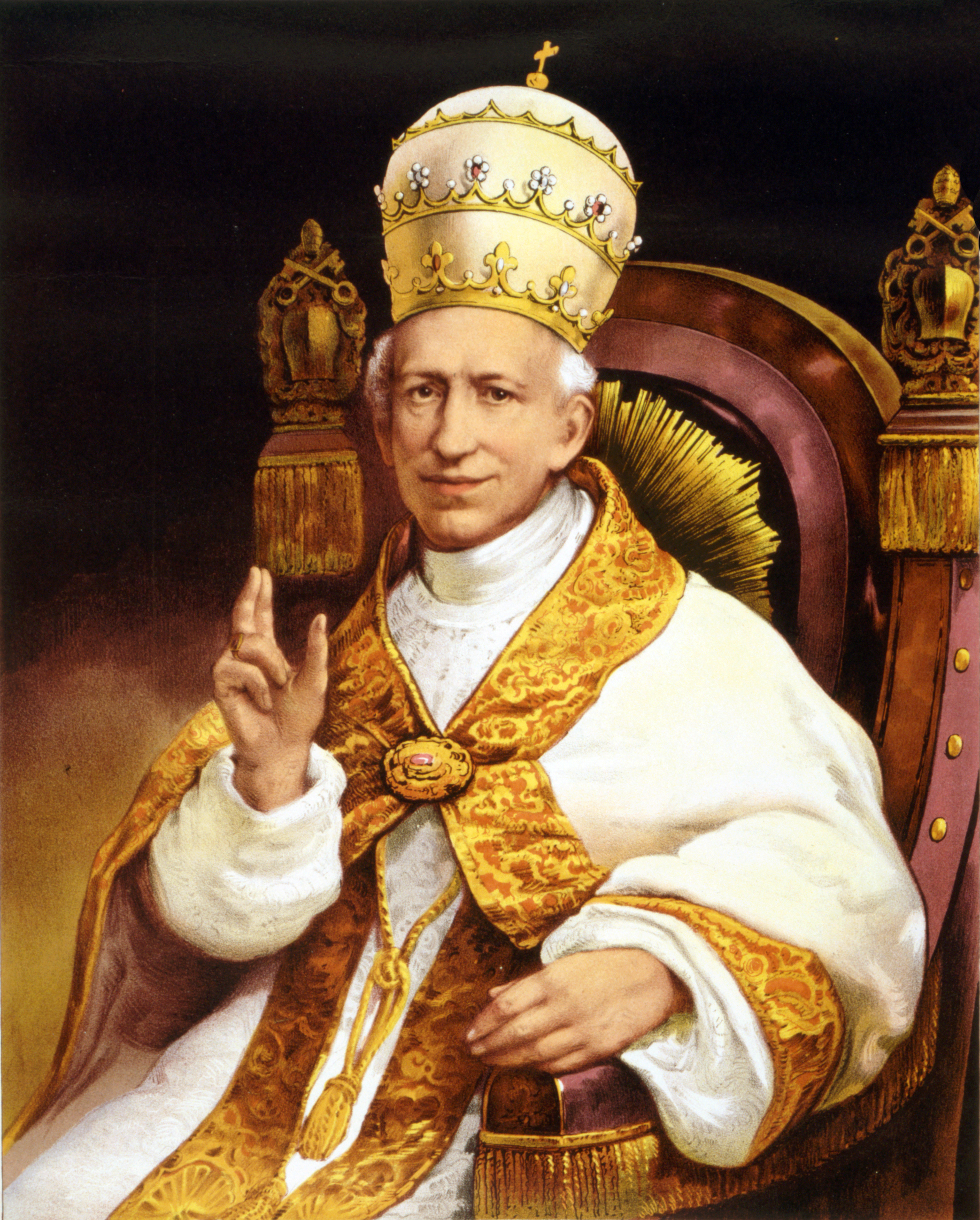
Papa Leon al XIII-lea
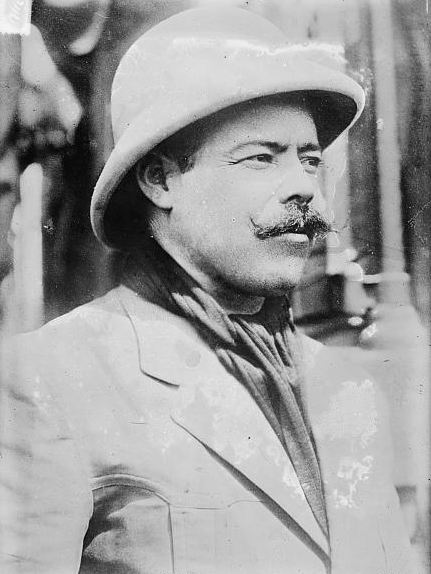
Pancho Villa, general mexican

- 1866: Bernhard Riemann, matematician german (n. 1826)
- 1903: Papa Leon al XIII-lea (Vincenzo Gioacchino Pecci) (n. 1810)
- 1923: Pancho Villa, general mexican (n. 1878) (ucis)
- 1927: Ferdinand I, rege al României (1914-1927) (n. 1865)
- 1933: Prințesa Elisabeth de Anhalt, ducesă de Mecklenburg-Strelitz (n. 1857)
- 1937: Guglielmo Marconi, fizician italian, laureat al Premiului Nobel (n. 1874)
- 1945: Paul Valéry, poet francez (n. 1871)
- 1951: Abdullah I al Iordaniei (n. 1882)
- 1951: Wilhelm, Prinț Moștenitor al Germaniei (n. 1882)
- 1976: Joseph Rochefort, ofițer de marină și criptanalist american (n. 1924)
- 1990: Serghei Paradjanov, regizor georgian de film (n. 1924)

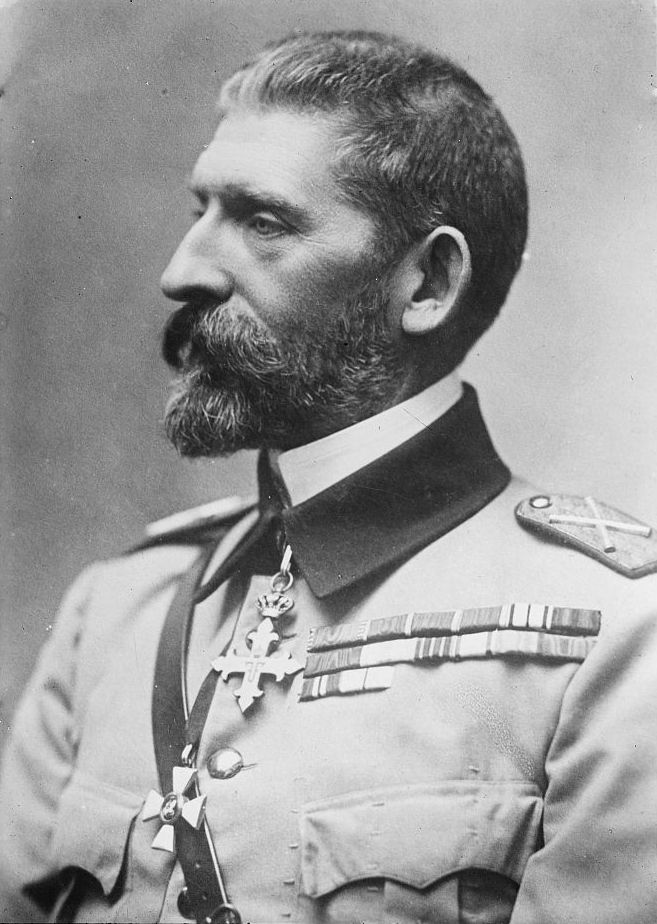
Regele Ferdinand I al României
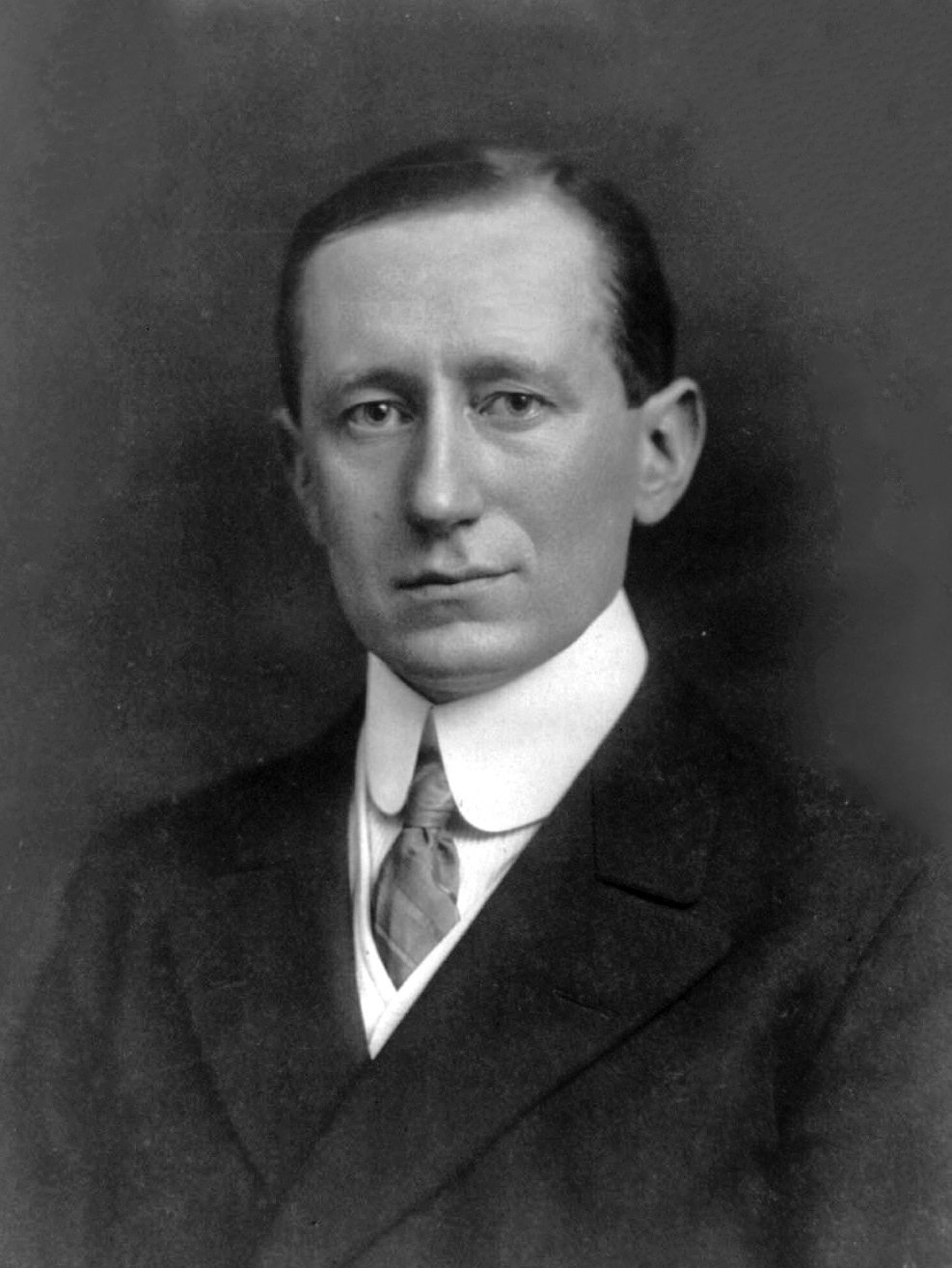
Guglielmo Marconi, fizician italian, laureat Nobel
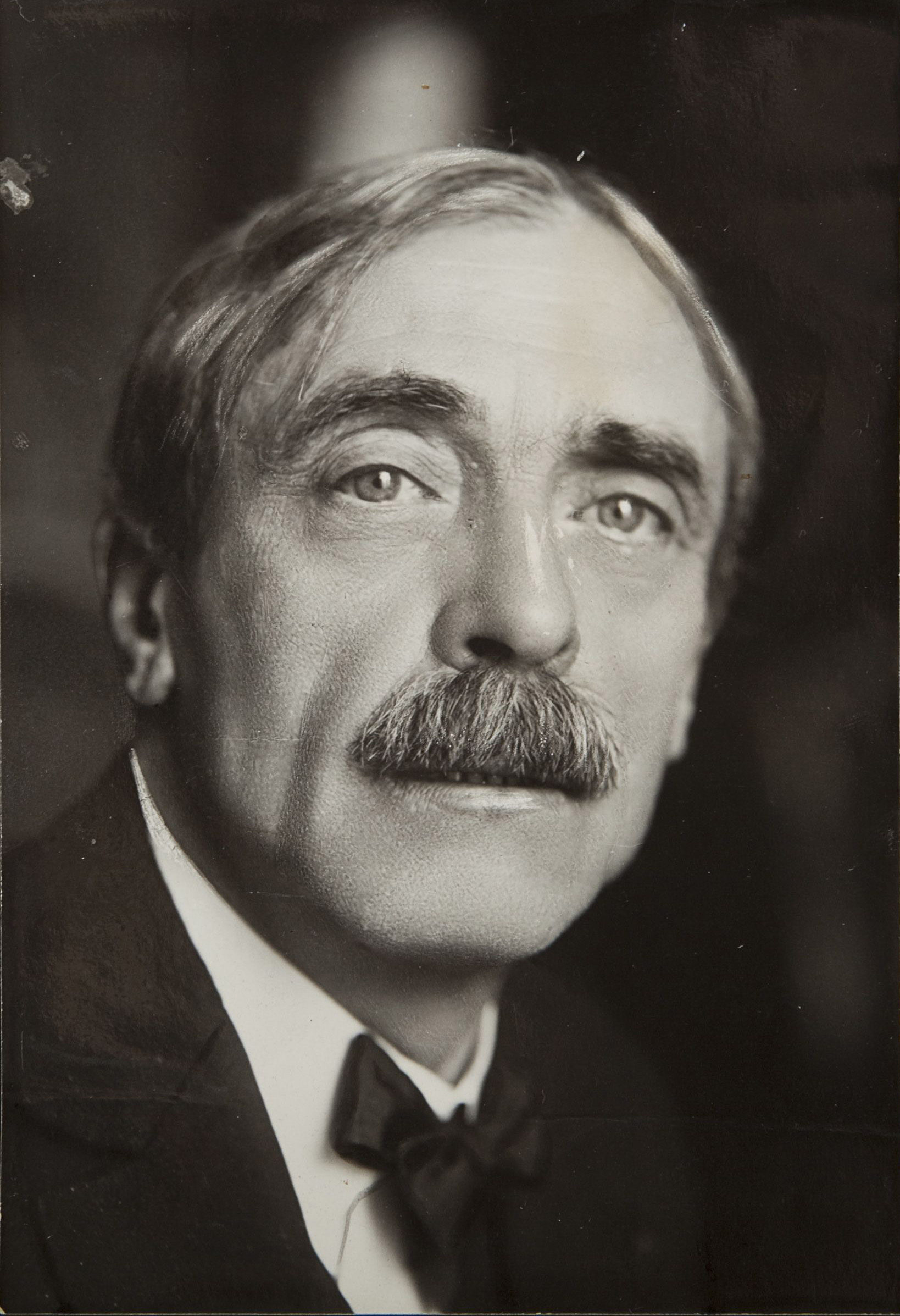
Paul Valéry, poet francez

- 1994: Paul Delvaux, pictor belgian (n. 1897)
- 2004: Antonio Gades, renumit dansator și coregraf spaniol de flamenco (n. 1936)
- 2006: Gérard Oury, regizor francez (n. 1919)
- 2007: Kai Siegbahn, fizician suedez (n. 1918)
- 2011: Lucian Freud, pictor britanic (n. 1922)
- 2014: Constantin Lucaci, sculptor român (n. 1923)
- 2016: Radu Beligan, actor român de teatru și film (n. 1918)
- 2017: Chester Bennington, muzician, cantautor și actor american (n. 1976)
- 2017: Claude Rich, actor francez de film (n. 1929)
- 2023: Dan Matei Agathon, politician român (n. 1949)

## Sărbători
- Sărbători religioase
  - Sf. Ilie, profet israelit (calendarul ortodox, catolic, evanghelic)
  - Sf. Margareta de Antiohia (calendarul anglican, evanghelic, catolic)
- Zile onomastice
  - Ilie, Margareta
- Sărbători civile 
  - Columbia: Independența față de Spania (1831)
  - România: Ziua Aviației Române și a Forțelor Aeriene
  - România: Ziua energeticianului, marcată din 1992 de lucrătorii din sectorul energetic în ziua de Sf. Ilie
  - România: Târgul de fete de pe Muntele Găina (se organizează în cea mai apropiată duminică de 20 iulie)
  - Germania: Atentatul din 20 iulie 1944 împotriva lui Hitler